# Heinrich Ehrhardt

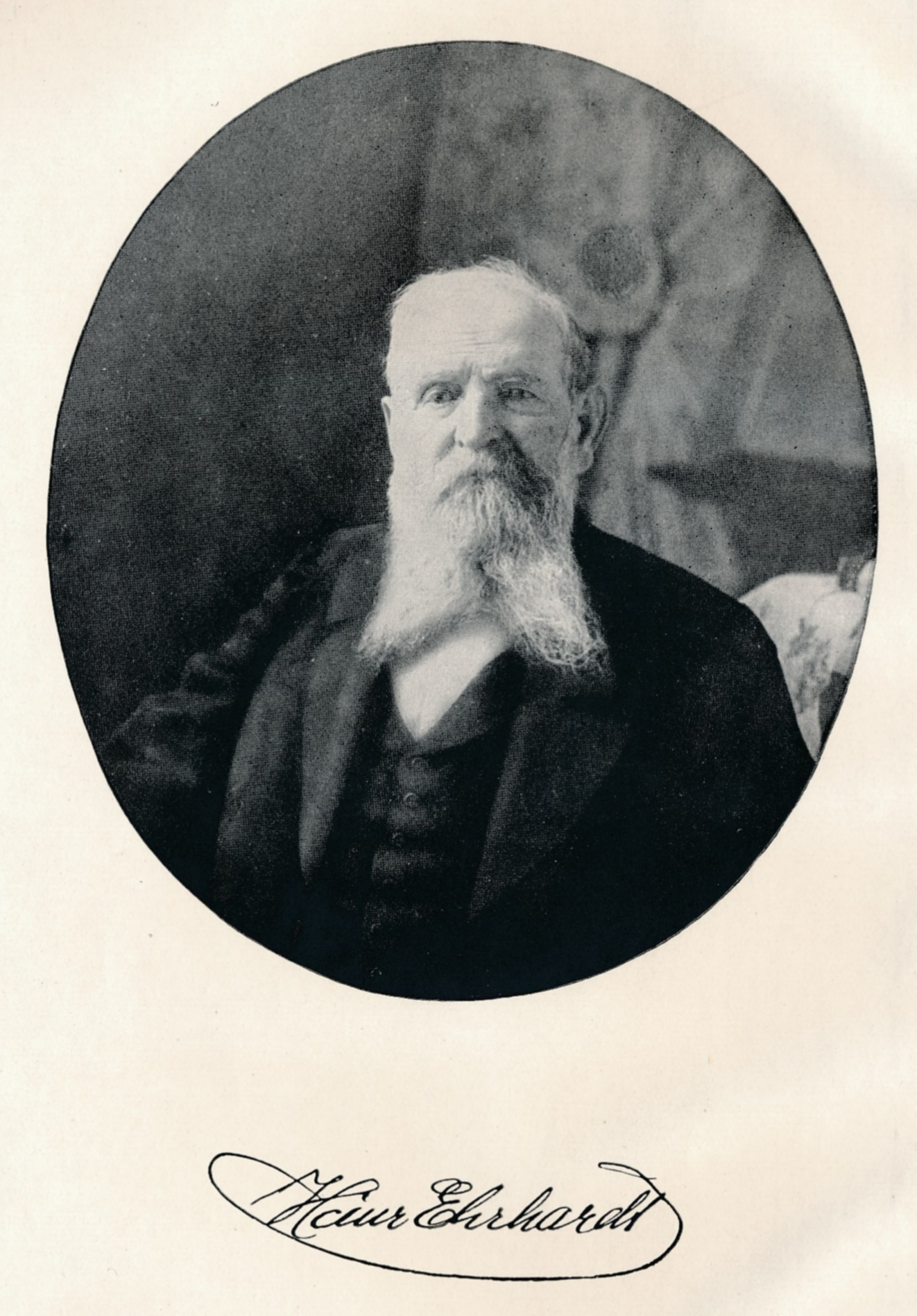
Heinrich Erhardt (ca. 1922), unterschrieben mit Heinz Ehrhardt

Heinrich Ehrhardt (* 17. November 1840 in Zella St. Blasii; † 20. November 1928 in Zella-Mehlis, teilweise auch Heinz Erhardt) war ein deutscher Erfinder, Unternehmer und Manager.

## Leben
Der bereits im Alter von drei Jahren zum Vollwaisen gewordene Ehrhardt entstammte einer in Zella St. Blasii ansässigen Büchsenmacher-Familie. Ehrhardt wuchs in ärmlichen Verhältnissen bei einem Onkel auf und erlernte in dessen Werkstatt alle handwerklichen Techniken des Büchsenmacherhandwerks und der Metallbearbeitung. Ein weiterer Onkel war Johann Heinrich Ehrhardt (1805–1883), der als erfolgreicher Erfinder und Lokomotiv-Hersteller in der Region Dresden lebte und arbeitete.
Nach dem vorzeitigen Abbruch der Lehre fand er in Erfurt in einem Reparaturwerk der Preußischen Staatseisenbahn eine Anstellung und nahm auf eigene Kosten eine Ausbildung in technischem Zeichnen und Maschinenbau bei einem Privatlehrer auf. 1860 folgte eine mehrjährige Beschäftigung in der Sömmerdaer Gewehrmanufaktur Dreyse, wo er bei einem Arbeitsunfall fast ums Leben gekommen wäre. Die handwerkliche Präzision Ehrhardts fand Bestätigung durch einen Auftrag von Geräten für das Polytechnikum Dresden. Um 1864 lernte und arbeitete er in der Maschinenfabrik von Richard Hartmann in Chemnitz, dem größten sächsischen Unternehmen.
Erhardt heiratete 1868 in Freiberg Augustine Winckler, die Tochter eines Mühlenbesitzers aus dem Elsaß. Das Paar war fünfzig Jahre verheiratet und hatte acht Kinder.
Im Jahr 1873 ließ sich Ehrhardt in Düsseldorf als Zivilingenieur nieder. Im selben Jahr wurde er Mitglied des Vereins Deutscher Ingenieure (VDI). 1878 kaufte Erhardt Grundstück und Gebäude der 1539 errichteten Obermühle in seinem Geburtsort und baute das Hauptgebäude zu seinem Wohnhaus um. Hier starb er am 20. November 1928. Nach seinem Tod verblieb das Gebäude weiterhin im Eigentum seiner Familie.
Heinrich Ehrhardt ließ außerdem eine Villa in der Oberzella (heute Blechhammer 3 in Zella-Mehlis) bauen. Dieses Haus wurde zum Wohnort seines Sohnes Gustav und dessen Familie. Gustav leitete die Zeller Heinrich-Ehrhardt-AG. Abt. Automobil. Nach dem Ersten Weltkrieg und dem Konkurs der Ehrhardt-Werke 1925 verkaufte die Familie die Villa.

## Patente und Gründungen

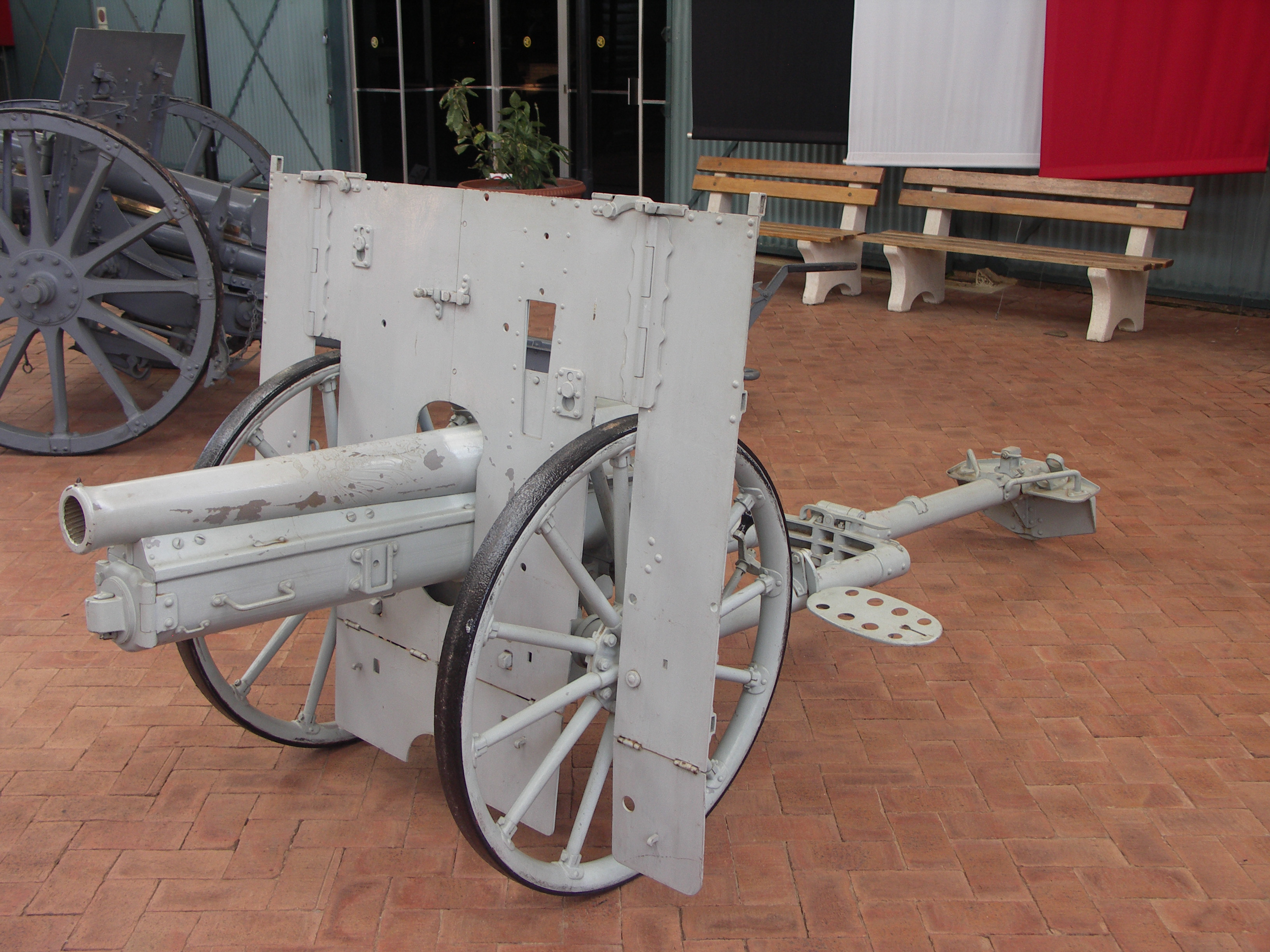
7,5-cm-Gebirgskanone L/17 M.08

128 Patente wurden von ihm im Deutschen Reich registriert. Die 1891 patentierten Verfahren, die unter dem „Ehrhardt'schen Preß- und Ziehverfahren“ zur Fabrikation nahtloser Rohre bekannt wurden, werden heute noch in der Industrie angewendet. Bekannt machte ihn auch die Entwicklung des Rohrrücklaufgeschützes. Die 7,5-cm-Gebirgskanone Modell Ehrhardt 04, an deren Entwicklung und Produktion er maßgeblich beteiligt war, wurde nach ihm benannt.
Er gründete unter anderem 1878 eine Metall- und Waffenfabrik in Zella St. Blasii, 1896 die Fahrzeugfabrik Eisenach und 1903 ebenfalls in Zella-St. Blasii die Ehrhardt-Automobil AG. Als 1889 zur großtechnischen Anwendung des patentierten „Ehrhardt’schen Loch-Preßverfahrens“ für die Munitionsherstellung die Rheinische Metallwaaren- und Maschinenfabrik AG in Düsseldorf gegründet wurde, übernahm er neben seinen eigenen unternehmerischen Aktivitäten auch die Leitung dieses Unternehmens, die er erst 1920 – im Alter von 80 Jahren – abgab.

## Personenwagenbau

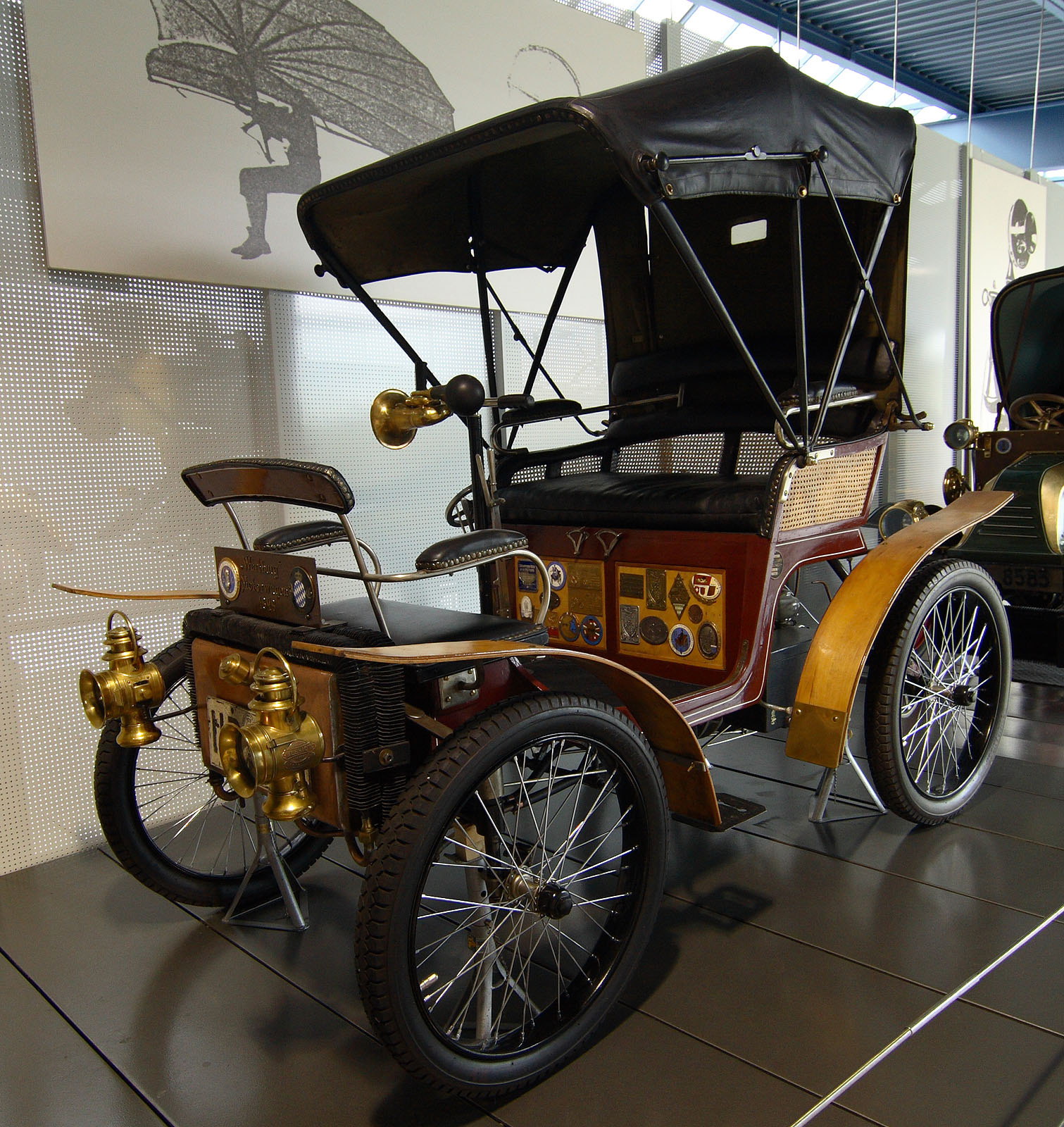
Wartburg-Motorwagen 1898

Ehrhardt besaß anfänglich 31,2 Prozent des Aktienkapitals der Aktiengesellschaft Fahrzeugfabrik Eisenach (FFE), die zuerst Geschütze und Fahrräder der Marke „Wartburg“ herstellte. Bereits Ende 1898 erfolgte die Produktion des ersten Automobils unter der Bezeichnung „Wartburg-Motorwagen“ nach dem Vorbild des französischen Decauville-Zweizylinders, für den Heinrich Ehrhardt die Lizenz erworben hatte. Damit war die Fahrzeugfabrik Eisenach nach der Daimler-Motoren-Gesellschaft und Benz & Cie. das dritte Unternehmen in Deutschland mit einer Automobilproduktion. Ehrhardts Sohn Gustav leitete das Werk in Eisenach, das schon Ende des 19. Jahrhunderts mit 1.300 Arbeitern zu den Großbetrieben in Thüringen gehörte.
Um die Öffentlichkeit und die Aktionäre von der Qualität des „Wartburg“-Motorwagens zu überzeugen, fuhr Heinrich Ehrhardt mit diesem und einem Begleiter die steile Straße zur Wartburg hinauf, was der Wagen auch schaffte.
Ab 1903 zogen sich die Ehrhardts nach Verlusten und Meinungsverschiedenheiten mit den Hauptaktionären aus dem Unternehmen zurück, wobei sie die Decauville-Lizenz behielten, und gründeten die Ehrhardt Automobil AG. Diese stellte Luxusautos, wie die „Kaiserklasse“-Limousine her. Ein Prospekt aus dem Jahre 1911 gibt eine Leistung von 50 PS aus 8 Litern Hubraum an. Der Preis betrug 26.000 Mark. 1922 übernahm Szawe das Unternehmen.

## Nutzfahrzeugbau
Übersicht von bekannten Fahrzeugen:

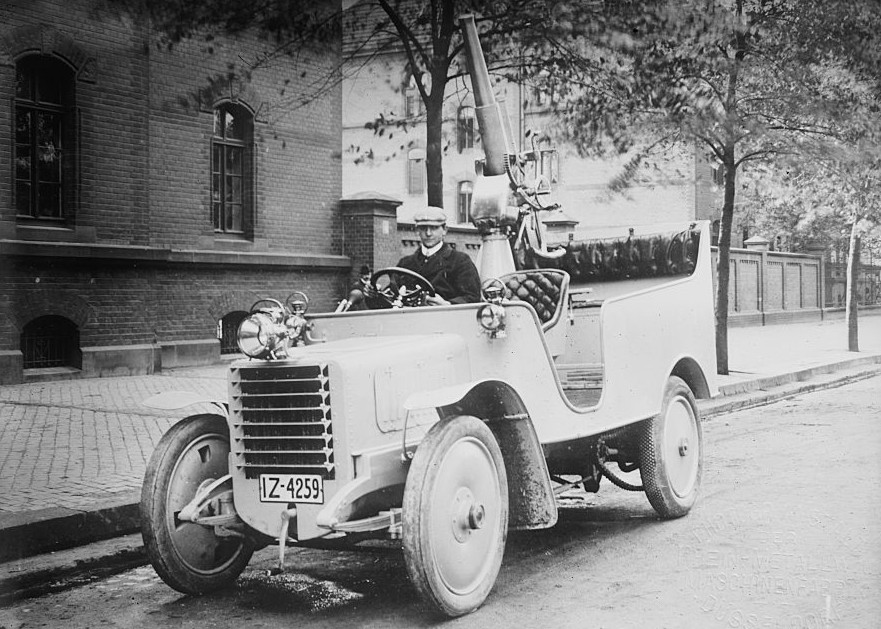
1906 Erhardt Flak-Selbstfahrlafette
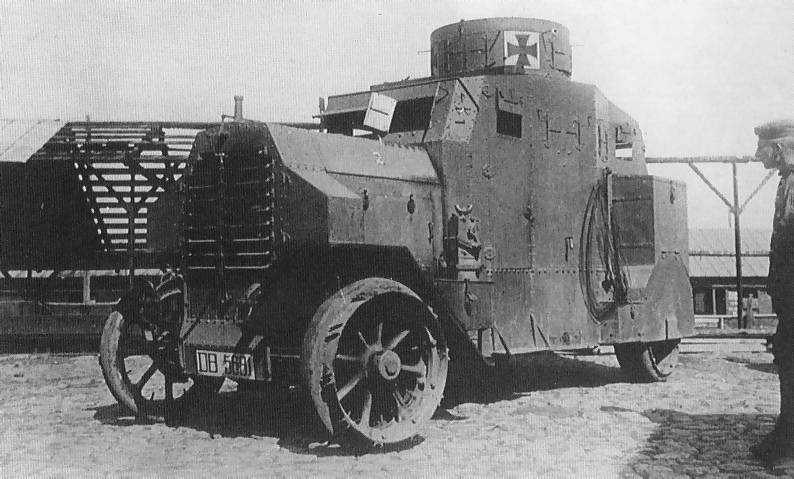
1914 Ehrhardt E-V/4 Straßenpanzerwagen
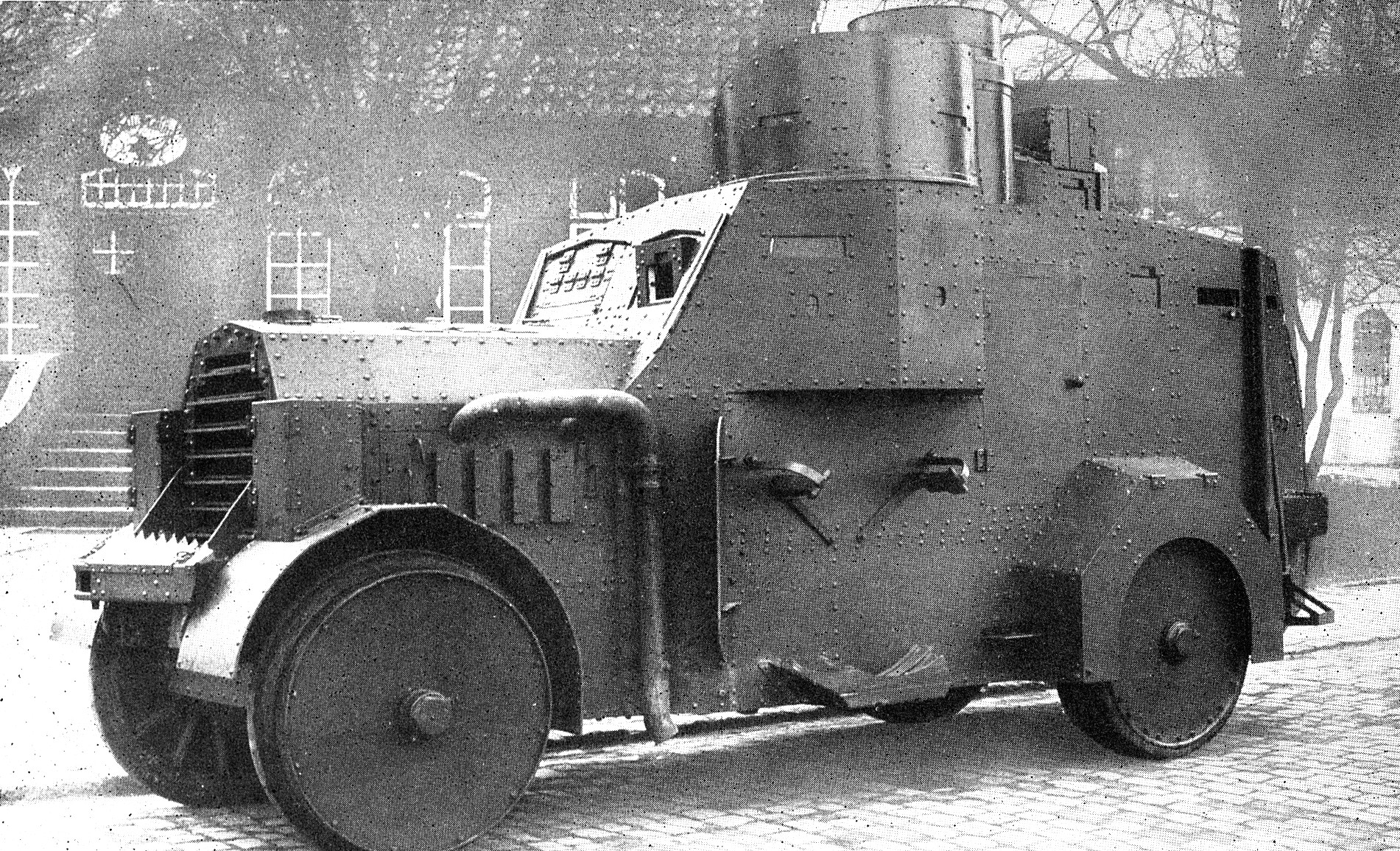
1921 Polizei-Sonderwagen Ehrhardt/21

Heinrich Ehrhardt richtete 1903 in seiner Heimatstadt Zella-St. Blasii unter seinen Namen für den Sohn Gustav eine Fabrik als Ehrhardt Automobil AG für den Personen-Nutzfahrzeugbau ein. Diese neue Automobilfabrik, die in der bereits seit 1878 bestehenden Maschinenfabrik untergebracht wurde, fusionierte er mit dem seit 1873 in seinem Besitz befindlichen Unternehmen an der Reichsstraße in Düsseldorf. Es wurden seit 1903 nun auch Lastkraftwagen für die kaiserliche Heeresverwaltung produziert und als „kriegstauglich“ eingestuft. Ab 1906 wurden nur noch die vom Deutschen Reich subventionierten Lkw gebaut. Die Käufer der betreffenden Subventions-Lkw mussten diese dem Heer im Kriegsfalle zur Verfügung stellen. Bisweilen forderte die Heeresverwaltung diese Fahrzeuge auch für Manöver an. Diese Ehrhardt-Lkw wurden in elf Typen angeboten, die ein zulässiges Gesamtgewicht von 2,5 t bis 6 t hatten. Auch ein Ballonabwehr-Spezialfahrzeug mit acht Tonnen Eigengewicht wurde zu Beginn des Krieges gebaut. Bekannt sind auch einige Panzerkampfwagen von Ehrhardt, der Typenreihe EV/4, Ehrhardt 17, Ehrhardt 19 und Ehrhardt 21. Um 1924 wurden noch zwei Lkw-Typen mit 35 PS und 80 PS gebaut, 1925 wurde der Nutzfahrzeugbau stillgelegt.

## Gedenken
- Noch heute wird das frühere Wohnhaus Ehrhardts in der nach ihm benannten Heinrich-Ehrhardt-Str. 18 als Wohnraum genutzt. Es erinnert die Bürger der Stadt an die bedeutende Persönlichkeit Heinrich Ehrhardts.[2]
- Das Heinrich-Ehrhardt-Gymnasium in Zella-Mehlis ist nach ihm benannt.
- In Eisenach ist ein Platz am früheren Standort der Fahrzeugfabrik nach Ehrhardt benannt.
- In Düsseldorf ist eine Straße nach Heinrich Ehrhardt bei dem Rheinmetallwerk benannt.

## AutobiografieHammerschläge
1922 erschien Ehrhardts Autobiographie „Hammerschläge. 70 Jahre deutscher Arbeiter und Erfinder“. Es beginnt mit Angaben über seine frühste Jugendzeit: er besuchte die Schule und machte eine Lehre bei dem Lehrmeister Peter Ehrhardt.
Nach der Lehre ging er der Tätigkeit des Mechanikers nach. Sein Werdegang wird in den Folgekapiteln beschrieben: er wird Techniker, Erfinder, Ingenieur und macht sich in seinem Geburtsort selbstständig. Er gründet 1887 die Maschinenfabrik in Zella St. Blasii – „Zellaer Werke“. Außerdem ließ er 1889 in Düsseldorf die Ehrhardt-Werke [später: Rheinische Metallwaaren- und Maschinenfabrik Actiengesellschaft] bauen, aus denen Rheinmetall hervorging. Erhardt ließ 1896 in Eisenach eine Autofabrik errichten. Dort wurden Kraftwagen nach französischem Muster (Automobiles Decauville) gebaut.
Des Weiteren wird in der Biographie über die vielen Patente, die Heinrich Ehrhardt beantragte, berichtet. Vor allem  im Kapitel „Die Erfindung des Preß- und Ziehverfahrens“ berichtet er über verschiedene Patente, die er in Auftrag gab. Allein auf verschiedenste Anwendungen des Preßverfahrens hatte man etwa 100 Patente. Als seine wohl bedeutendste Erfindung gilt das Zieh- und Pressverfahren zur Herstellung nahtloser Rohre. Das Patent für dieses Verfahren erhielt er am 21. April 1892.

## Ehrungen
- Ehrendoktor der TH Hannover
- Goldene Medaille der Preußischen Akademie des Bauwesens
- Carl-Lueg-Denkmünze des Vereins Deutscher Eisenhüttenleute (VDEh)
- Ehrenmitgliedschaft des Mittelthüringer Bezirksvereins des VDI (1911)

## Schriften
- Kreuz- und Querfahrten eines Mechanikers und Arbeiters, eines Waisenkindes. Verlag Hoch, Düsseldorf 1920.
- Hammerschläge. 70 Jahre deutscher Arbeiter und Erfinder. K. F. Koehler Verlag, Leipzig 1922. (als Reprint: Heinrich Jung Verlag, 2006, ISBN 3-930588-37-4.)